# إيفز أنتيرو دي سوزا
إيفز أنتيرو دي سوزا هو لاعب كرة قدم برازيلي في مركز الوسط، ولد في 11 يونيو 1985 في ريو دي جانيرو في البرازيل. لعب مع نادي أمريكا ونادي بارانا ونادي بانغو أتلتيكو ونادي فاسكو دا غاما ونادي فلامنغو ونادي ناوتيكو.

## وصلات خارجية
- إيفز أنتيرو دي سوزا على موقع قاعدة بيانات كرة القدم.إي يو (الإنجليزية)
- إيفز أنتيرو دي سوزا على موقع Soccerway.com (الإنجليزية)